# Benito Juárez (San Quintín)
Benito Juárez es una localidad del estado mexicano de Baja California. Es parte del municipio de San Quintín.

## Toponimia
El nombre de la localidad rinde homenaje a Benito Juárez, presidente de México durante la Guerra de Reforma.

## Demografía
| Gráfica de evolución demográfica |
|                                  |

| Censo | Población |
| ----- | --------- |
| 1980  | 100       |
| 1990  | 411       |
| 2000  | 1 994     |
| 2010  | 1 933     |
| 2020  | 1 901     |